# Елена Дивеевская
Елена Дивеевская (Елена Васильевна Мантурова; 1805, село Нуча, Нижегородская губерния — 28 мая 1832, Серафимо-Дивеевский монастырь) — преподобная Русской православной церкви. Память совершается в Соборе Дивеевских святых и в Соборе Нижегородских святых.

## Детство
Родилась в семье титулярного советника Василия Мантурова. Рано осиротев, воспитывалась старшим братом Михаилом.
Молодая дворянка была весёлого нрава и стремилась к светской жизни. Но в 17 лет, возвращаясь с похорон деда, в уездном городе Княгинине она была напугана видением в виде огромного чёрного змея, спускавшегося все ниже и ниже. От страха Елена закричала: «Пресвятая Богородица спаси меня!» Взамен обещала посвятить жизнь Богу. После этого случая она изменилась в поведении, стала читать духовные книги, много молилась.
Хотела быстрей уйти в монастырь. Вскоре после своего видения святая поехала в Саров к преподобному Серафиму Саровскому, прося благословения уйти в монастырь. Однако преподобный Серафим твердо настаивал, чтобы она пошла замуж, и что жених будет преблагочестивейший. Возвратившись домой, она заперлась в своей комнате, из которой почти не выходила три года, проводя в ней жизнь отшельника, отрешенная от всего и всех. Только после этого преподобный Серафим благословил её облачиться в монашеские одежды и погостить три года в Дивеевской Казанской общине, ожидая жениха. В итоге там она прожила до самой смерти.

## Монашество
После освящения в 1829 и 1830 годах храмов в честь Рождества Иисуса Христа и Рождества Пресвятой Богородицы, пристроенных к Казанской церкви общины, она была назначена церковницей и ризницей. Для этого она была пострижена в рясофор.
От Серафима Саровского приняла послушание умереть за тяжело больного брата — Михаила Васильевича Мантурова, который был ещё нужен для устроения Дивеевской обители.
28 мая 1832 года после нескольких дней болезни преподобная Елена мирно скончалась и была похоронена возле могилы основательницы монастыря преподобной Александры.

## Обретение святых мощей
В праздник Воздвижения Честнаго и Животворящаго Креста Господня, 27 сентября 2000 года, состоялось обретение святых мощей первоначальницы схимонахини Александры, схимонахини Марфы и монахини Елены.
Работы начались 26 сентября после литургии и молебна в церкви Рождества Богородицы и литии на могилках.
Когда начались раскопки, стало известно, что рано утром один из приезжих священников видел три столпа: два над могилками матушки Александры и Елены, а другой — правее могилки Марфы. Действительно оказалось, что Марфа была похоронена правее того места, где стоял крест.

## Прославление и канонизация в лике святых
22 декабря 2000 года преподобные жены — первоначальницы обители были прославлены в лике местночтимых святых Нижегородской епархии.
Три дня перед прославлением в монастыре был особый распорядок жизни. Вечером в трех храмах служили заупокойные службы, утром — во всех храмах обители заупокойные Литургии, и почти непрерывно — панихиды в храме Рождества Христова о упокоении схимонахини Александры, схимонахини Марфы и монахини Елены.
Главные торжества проходили в Троицком соборе, где поздняя литургия совершалась архиерейским чином в сослужении более 150 священнослужителей.
На малом входе было прочитано Деяние о канонизации дивеевских подвижниц и митрополит Николай осенил народ иконой с мощами преподобных Александры, Марфы и Елены.
Вечером после службы мощи пронесли крестным ходом по Святой канавке с пением параклиса, а затем на два дня поставили для поклонения в Преображенском соборе.
24 декабря раки с мощами первоначальниц обители перенесли в предназначенный им преподобным Серафимом храм Рождества Богородицы.
6 октября 2004 года Архиерейский Собор Русской Православной Церкви вместе с двумя другими дивеевскими подвижницами, Александрой (Мельгуновой) и Марфой (Милюковой), определил причислить к лику общецерковных святых и преподобную Елену.
В апреле 2008 года был установлен новый праздник — Собор Дивеевских святых. Среди других святых в этот день почитается память и Елены Дивеевской.
В честь святых жен дивеевских Александры, Елены и Марфы 21 августа 2008 года владыкой Георгием был освящен придел в Казанской церкви.
День обретения мощей — 26 августа — отмечается как совместный день памяти и престольный праздник в приделе освященном в их честь.